# Бутмас
Бутмас (бисл. Butmas) — деревня на острове Эспириту-Санто в Вануату. В деревне проживают семьи из шести местных кланов. Население состоит из примерно 100 жителей, из которых 50 — дети, посещающие местную начальную школу. Языком жителей деревни является местный диалект, бутмас-тур, один из пяти языков востока острова Эспириту-Санто.

## Расположение
Деревня расположена на острове Эспириту-Санто, крупнейшем острове Вануату. Географически деревня расположена в глубине острова на относительно большой высоте (около 500 м) по отношению к окружающим равнинам.

## Население
Поскольку деревня расположена на относительно большой высоте, в данном районе часто идут дожди. Деревня окружена тропическим лесом. Свободный от лесозаготовок, он, однако, играет большую роль в жизни людей. Расположение поселения также препятствует росту многих традиционных местных продовольственных культур. По этой причине, население является «кочевым», перемещающимся между садами на более низких равнинах и деревней, на которую приходится большая часть населения местности. В деревне проживают 93 человека, а также 22 человека, имеющие как дома на равнине, так и постоянные жилища, их дети также посещают местную школу.
Поскольку в деревне проживают семьи из ряда кланов, фактически поселение возглавляется более, чем одним человеком. Однако вождь клана Бутмас, вождь Лолос, признан традиционным деревенским вождём, поскольку он является владельцев земли, на которой проживают все кланы данной местности.

## Экономика
Жители деревни для получения и сохранения доходов поселения в основном полагаются на сельское хозяйство и садоводство. Основными сельскохозяйственными культурами являются: кава, таро, ямс, капуста, банан, кукуруза, тыква, батат, огурец. Помимо садоводства, охота также играет важную роль экономике деревни. Также, жители поселения занимаются разведением свиней, курицы, коров, речных креветок и угрей, а также фруктовых летучих мышей и ряда местных птиц.